# Earl Hines and His Orchestra
Earl Hines and His Orchestra war eine US-amerikanische Bigband der Swingära, geleitet von dem Pianisten Earl Hines. Aus seinen „epochemachenden Big Bands“ sind Martin Kunzler zufolge bedeutende Musikerpersönlichkeiten wie Trummy Young und Ray Nance hervorgegangen;  der Hines-Band von 1943, nach Ansicht von Siegfried Schmidt-Joos „damals die interessanteste, fortschrittlichste und experimentellste Big Band“, gehörten die bald darauf führenden Bebop-Pioniere an, darunter Dizzy Gillespie, Charlie Parker, Billy Eckstine oder Sarah Vaughan.

## Bandgeschichte

### Die Anfänge in Chicago – Grand Terrace Ballroom
Das Jahr 1928 gilt als Wendepunkt in der Karriere des Pianisten Earl Hines; er arbeitete mit Jimmie Noone im Apex Club in Chicagos South Side, nahm im Studio erste Pianosolos auf (No Papa No und Basin Street Blues) und hatte erfolgreiche Auftritte mit Louis Armstrong („Skip the Gutter“). Das Earl Hines Orchestra entstand als Probenband, während Hines abends mit Jimmie Noone im Apex Club spielte. „Die Gruppe suchte eine Synthese aus dem arrangierten, zwölfköpfigen Orchesterklang und dem heißen, aggressiven Chicago-Beat.“ Zum Ende des Jahres erhielt der Pianist von dem Theatermanager Ed Fox das Angebot, ein Orchester für ein Engagement im Grand Terrace Ballroom am South Parkway zusammenzustellen. „Das Grand Terrace war ein elegantes Cabaret, das zu den geschäftlichen Planungen der Bande um Al Capone gehörte, in allernächster Zeit an der South Side eröffnet werden sollte und streng der weißen Kundschaft vorbehalten war. Gesucht wurde ein Orchester von zehn Mann, und Hines war in der Lage, eines bereitzustellen, das schon einsatzfähig war. So zog er mit der Band am 28. Dezember 1928 in dieses Lokal ein [...]“, an seinem fünfundzwanzigsten Geburtstag.
„Für die nächsten elf Jahre gehörten Hines und seine Band zum festen Inventar des Grand Terrace Ballroom, zuerst am Originalstandort (3955 South Parkway, dem heutigen King Drive) und schließlich, ab Juni 1937, an seinem neuen Quartier am South Calumet, in einem Gebäude, das ein Jahrzehnt später das Sunset Cafe beherbergen sollte“. Das Grand Terrace wurde von Joe Glaser, dem Manager Louis Armstrongs, geführt und galt als Chicagos angesehenste Veranstaltungsstätte der Zeit. „Hines und seine Band arbeiteten sieben Tage die Woche, spielten drei Shows die Nacht und tourten schließlich pro Jahr zwei bis drei Monate“.

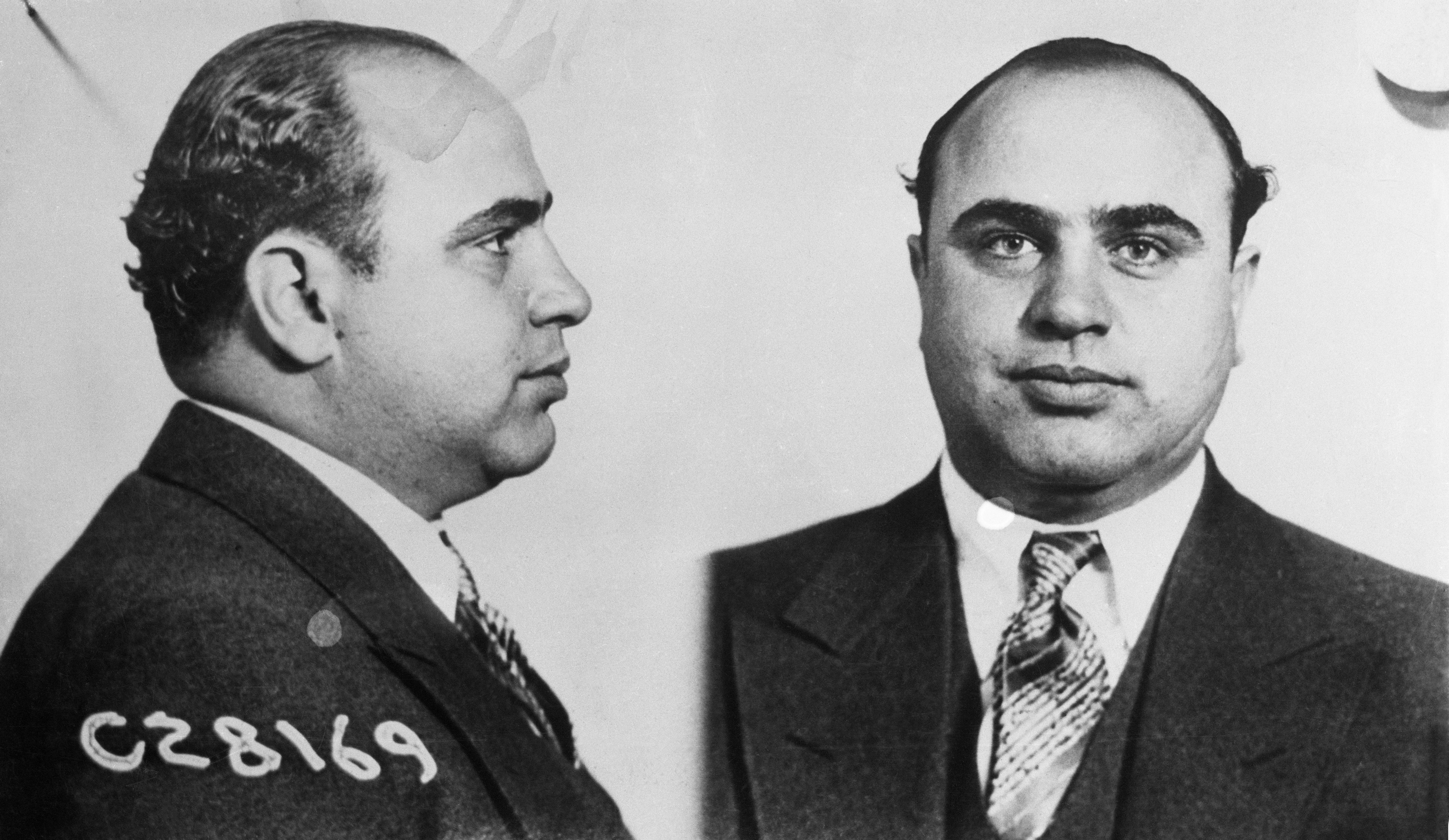
Offizielles Polizeifoto Capones vom 17. Juni 1931

Als die Mobster die Herrschaft über den Grand Terrace Ballroom übernommen hatten, zwangen sie Earl Hines eine lebenslängliche Vertragsbindung mit dem Club auf, die ihm im Gegenzug ein wöchentliches Honarar von 150 Dollar sicherte. Als drei Musiker seine Band verließen, um zu Don Redman nach Detroit zu wechseln, wurden aus der Zentrale von Al Capone Telefonanrufe mit Owney Madden, dem Mobsterchef in New York geführt, um die „Übernahme“ der Musiker durch die Detroiter Purple Gang in die Wege zu leiten. Andererseits machte der Pianist kein Geheimnis daraus, dass seine Karriere bedeutend von der Patronage und Protektion Al Capones und anderer berüchtigter Chicagoer Gangster abhing.  Zu seinem Verhältnis zur Chicagoer Mafia befragt, meinte Hines:
„It was the case of the three monkeys: see no evil, hear no evil, speak no evil.“
„Das war der Fall der Drei Affen: nichts Böses sehen, nichts Böses hören, nichts Böses sprechen.“

Earl Hines (links) mit Pvt. Charles Carpenter, einem früheren Manager des Earl Hines Orchestra.

Daneben fungierte Hines im Grand Terrace auch noch als EmCee und stellte gastierende Künstler wie Buck and Bubbles, Ethel Waters, Bill „Bojangles“ Robinson vor.
Am 13. Februar 1929 entstanden für Victor Records erste Aufnahmen der Gruppe (Sweet Ella May, Everbody Loves My Baby), die noch inkonsistentes Ensemblespiel zeigte, doch „Hines verfeinerte und erweiterte seine Band.“ 1929 hatte der Pianist junge Chicagoer Musiker wie den Holzbläser Cecil Irwin und den Tubisten Hayes Alvis in seine Band geholt; „diese ambitionierten Jazzmänner konnten vom Blatt spielen, reibungslos Solos spielen und hatten Arrangement studiert.“
Als im Sommer 1931 die Chicagoer Nachtclubs eine Weile schlossen, tourte Hines mit seiner Band in den Südstaaten der USA; so wurde das Hines-Orchester die erste afroamerikanische Band, die dies tat. Mit dem Aufstieg des Kansas City Jazz in den frühen 30ern stellte sich auch Hines’ Band auf diese musikalischen Veränderungen ein, doch hatte sie eine mehr urbane Intensität, so Marc Myers. „Während die Kansas-City-Arrangeure einen Weg gefunden hatten, zu vereinfachen, [...] war Hines viel mehr ein kosmopolitischer Künstler, auf eine forsche, zündende Weise.“
1932 ging Earl Hines mit seinem Orchester in New York City für Brunswick Records ins Studio. Seine Band war inzwischen auf zwölf Musiker erweitert worden, dies waren Charlie Allen (Trompete), George Dixon (Trompete, Arrangement) Walter Fuller (Trompete, Gesang), Louis Taylor (Posaune, Arrangement), William Franklin (Posaune, Gesang), Darnell Howard (Klerinette, Altsaxophon, Geige), Omer Simeon (Klarinette, Alt- und Baritonsaxophon), Cecil Irwin (Tenorsax, Klarinette, Arrangement), Lawrence Dixon (Gitarre, Arr.), Quinn Wilson (Bass, Tuba, Arr.) und Wallace Bishop (Schlagzeug); als weitere Arrangeure fungierten Henry Woodip und Reginald Foresythe.  Im New Yorker Studio entstanden u. a. die Titel Deep Forest, Blue Drag und Oh! You Sweet Thing. Im Februar 1933 nahm man für Columbia Records eine Reihe von Gesangsnummern wie Rosetta mit der Vokalistin Valaida Snow auf, der Arrangeur dieser Session war Jimmy Mundy.
Ab 1933 begann der Rundfunksender NBC, Die Auftritte der Hines-Band aus dem Grand Terrace Ballroom in den USA und Kanada zu übertragen. Bei der nächsten Session im Oktober 1933 stieß der Posaunist Trummy Young hinzu; es entstanden für Brunswick in Chicago die Titel Take It Easy, Harlem Lament, Bubbling Over und I Want a Lot of Love. Im März 1934 spielte das Hines-Orchester in New York neben Instrumentaltiteln (Madhouse) Gesangsnummern mit Herb Jeffries (Just to Be in Carolina/Blue) ein. 1934 war auch das Jahr, in dem Hines die Geige aus seinem Orchester nahm; damit einher ging „ein neuer, modernerer Klang, nicht zuletzt dank des Arrangierstils von Jimmy Mundy“, zu hören etwa in Cavernism, Fat Babes oder Madhouse vom März 1934. Arrangements wie Madhouse oder Swingtime in the Rockies führten schließlich dazu, dass Benny Goodman 1936 Jimmy Mundy dem Hines-Orchester abwarb. Quinn Wilson steuerte Arrangements älterer Titel wie Maple Leaf Rag und Wolverine Blues bei. im September 1934 (That’s a Plenty) und Februar 1935 folgten noch drei Plattensessions für Decca Records.
Dem Pianisten Hines ging nicht so sehr darum, für das Orchester zu arrangieren oder zu komponieren; Hines sah es als Plattform und Rahmen für sein virtuoses Klavierspiel. „Sein voller, üppiger, treibender, beidhändiger Stil klang mehr wie eine Band denn wie ein Solist am Klavier.“
Obwohl Earl Hines oft bedrängt wurde, Musiker anzuheuern, die bereits berühmt waren, „folgte er Duke Ellingtons Rat, seine eigenen Stars zu schaffen, und so kam es, dass um 1935 seine Gruppe so talentierte Solisten enthielt wie den Trompeter Walter Fuller, den Posaunisten Trummy Young, und – vielleicht am bedeutendsten – den Holzbläser Budd Johnson,“ der hervorgehobener Solist in Titeln wie Grand Terrace Shuffle oder G.T. Stomp war. Hines arbeitete außerdem mit einer Reihe von talentierten Arrangeuren zusammen, neben Budd Johnson, der auch ab 1938 als musikalischer Leiter des Orchesters fungierte, waren dies Jimmy Mundy und Quinn Wilson, die der Band einen klar erkennbaren Klang verliehen und ein ungewöhnlich reichhaltiges Repertoire gaben, so der Hines-Biograf Jeffrey Taylor. Durch die wöchentliche Radiosendung aus dem Grand Terrace Ballroom und zahlreicher Tourneen gelangte die Gruppe schon bald zu nationaler Bekanntheit, auch wenn diese in den 30ern nicht an die Popularität des Duke Ellington Orchestra oder Count Basie Orchestra heranreichte. Tatsächlich schaffte es das Orchester 1939 lediglich auf Position 79 im Ranking der Branchenzeitschrift Metronome in der Kategorie Best of All Bands.
Musikalisch ging man 1937 einen Schritt weiter; die Tuba wurde herausgenommen, und damit wurde erkennbar der Swingstil der Zeit präsent. Dies war auch den Arrangements von Cecil Irwin (Rhythm Sundae) zu verdanken, der zwei Jahre später an den Folgen eines Autounfalls starb.  Mundys Arrangementstil machte auf ausgeklügelte Weise Gebrauch von Riffs einzelner Bläsergruppen und einem modernen Idiom; so waren seine Arrangements von Inspiration und Solid Mama von 1937 ihrer Zeit voraus. Nach Ansicht von Marc Myers trifft dies auch auf Budd Johnson zu, dessen Father Steps In und Riff Medley von 1939 bereits den Bebop ahnen lassen. Zu den Höhepunkten von Budd Johnsons Arrangements zählt Skylark von 1942, mit Billy Eckstines Gesang und einem Solo Johnsons. Nach Ansicht von Gunther Schuller gelang es hingegen dem Earl Hines Orchestra nicht, einen identifizierbaren Sound zu entwickeln, weil sie zu viele Arrangeure beschäftigten und die Plattenaufnahmen der Band oft zu wenig geprobt klängen.  Earl Hines meinte dazu:
„Es ist niemals eine Band mit besonderen Charakteristiken gewesen, weil ich nicht wollte, daß es eine solche würde. Aus diesem Grund habe ich verschiedene Arrangeure aus allen Teilen des Landes eingesetzt, so konnte es keinen bestimmten Stil geben.  Und ich tauschte Arrangements mit Fred Waring, Tommy Dorsey und Jimmy Dorsey aus. Der einzige Augenblick, in dem die Zuhörer mein Orchester wiedererkannten, war, wenn sie mein Klavier hörten.“

### Die frühen 1940er-Jahre
Erst 1940 konnte sich Earl Hines mit Unterstützung von Harry Gray, dem Chef der afroamerikanisch dominierten Musikergewerkschaft Local 208 und der Rückendeckung der Landesgewerkschaft Musician's Union aus den Fängen der Organisierten  Kriminalität befreien. „Es dauerte ein Jahr voller Rechtsstreite und eine Zeit verstärkter musikalischer Inaktivität, aber schließlich war Hines sein eigener Herr.“ Der Bandleader hatte zwar ohne seine stabile Chicagoer Basis einige Musiker an andere Orchester verloren und andere durch kriegsbedingte Einziehungen, doch Earl Hines erkannte nun den sich verändernden Publikumsgeschmack hin zu kleineren Rhythm and Blues Combos. „Tatsächlich war er ein Meister der Improvisation und schaffte es eine Band durch die Kriegszeit mehr oder weniger intakt zu halten.“
Obwohl das Jahr 1940 einen Bruch mit Ed Fox brachte und das Ende des Engagements im Grand Terrace Ballroom bedeutete, waren die frühen 1940er-Jahre für das Orchester von Earl Hines eine erfolgreiche Zeit. Im Oktober 1942 hatte die Band einen Hit in der neuen „Harlem Hit Parade“ (dem Vorläufer der R&B-Charts) mit „Stormy Monday Blues“. Seinen größten Hit hatte das Orchester mit dem W.-C.-Handy-Titel Boogie Woogie on the St. Louis Blues (Bluebird 10674) auf dem Höhepunkt der amerikanischen Boogie-Woogie-Welle. Die Nummer, bei der George Dixon Bandvokalist war, gelangte am 18. Mai 1940 auf #11 der US-Charts, wo sie vier Wochen blieb. Der Down Beat bezeichnete den Song als „subtile Satire auf den Boogie-Klavierstil“.

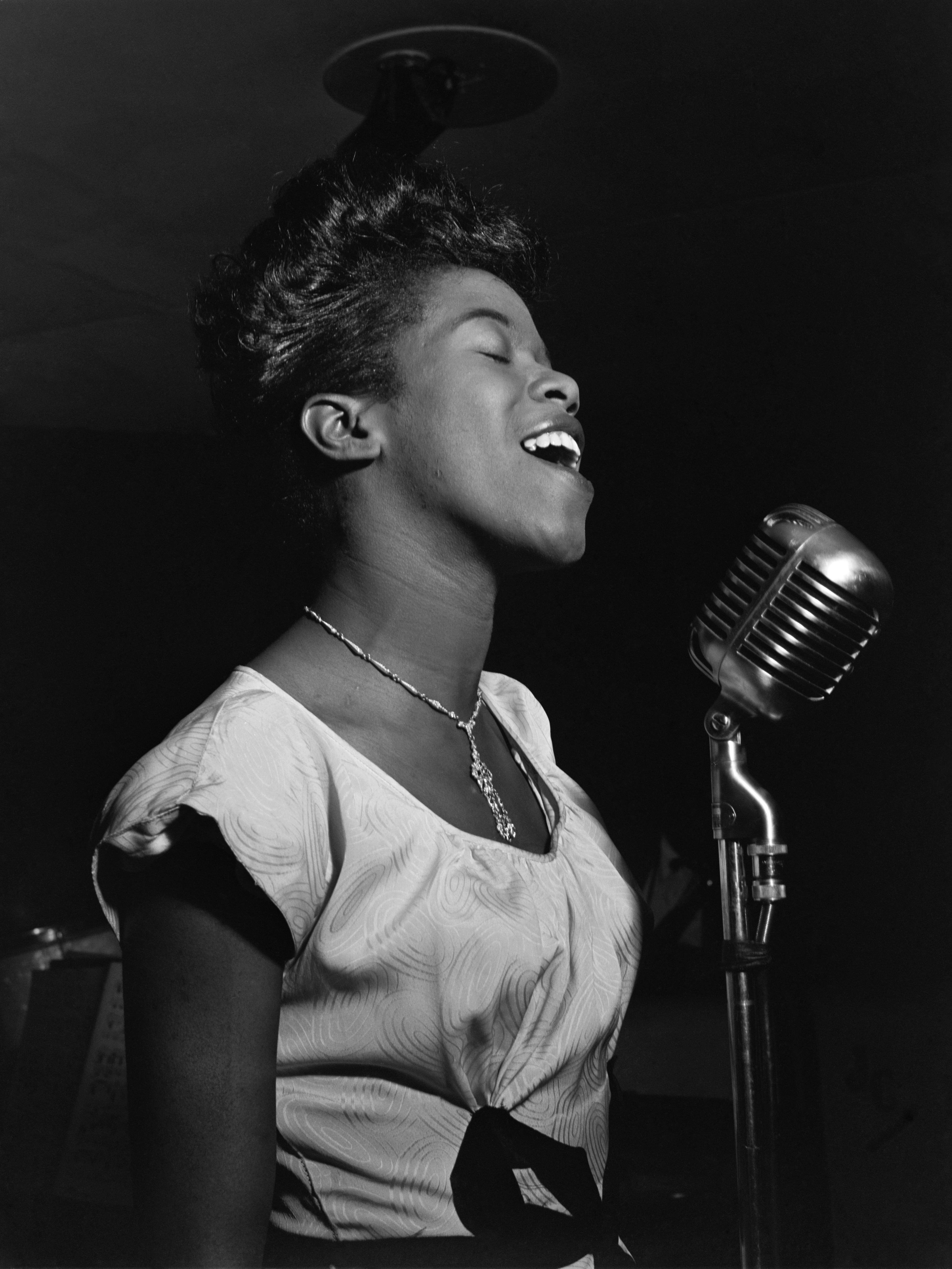
Sarah Vaughan, ca. August 1946. Foto: Gottlieb.

Ebenso populär war Jelly, Jelly (1941), in dem Sänger Billy Eckstine eine hervorgehobene Rolle hatte, der Ende 1939 zur Gruppe gestoßen war. Ein weiterer Titel des Hines-Orchesters in den amerikanischen Hitparaden war Stormy Monday Blues (Bluebird 11567), abermals mit Billy Eckstine als Sänger (und Coautoren); der der bereits im November 1940 aufgenommene Song kam am 24. April 1943 in die Charts und blieb eine Woche auf #23. Die Phase mit Hines brachte die Karriere Billy Eckstines „erst richtig in Schwung,“ schrieb George T. Simon. Auch der schon im Februar 1940 mit der Sängerin Madeline Greene und den Three Varietes eingespielte Jones/Kahn-Titel It Had to Be You (Bluebird 10825) kam erst nach dem Recording ban am 12. August 1944 in die US-Charts, wo er eine Woche auf #18 gelangte.
„Die frühen 40er markieren vielleicht die kommerziell erfolgreichste Periode in Hines’ Karriere, aber sein Glück hielt nicht lange an; Eckstine ging, um Ende 1943 seine eigene Band zu gründen, und für eine kurze Phase desselben Jahres leitete Hines die inzwischen legendäre Bigband mit Trompeter Dizzy Gillespie und den Saxophonisten Charlie Parker, beide zukunftsträchtige Gestalten bei der Erschaffung des Bebop. Allerdings hat diese Gruppe nie aufgenommen.“ Billy Eckstine und Budd Johnson „hatten sich ab und zu die modernen Jazzklänge angehört, die vom Minton's in Harlem ausgingen, und zusammen überzeugten sie Hines, dass er es auch in seiner Bigband damit versuchen solle,“ schrieb George T. Simon. „Hines nahm den Vorschlag an, und so wurde die Hines-Band die erste und in vielerlei Hinsicht auch erfolgreichste der frühen Big-Bop-Formationen.“ Johnson konnte den Bandleader auch dazu überreden, „einen erstaunlich kreativen, aber etwas unzuverlässigen Saxophonisten aus Jay McShanns Band“ ins Orchester zu holen; es war Charlie Parker. Als Weihnachten 1942 nahte, wurde Bird Mitglied im Earl Hines Orchestra, wo er Budd Johnson am Tenorsaxophon ersetzte. Eckstine wiederum brachte Hines dazu, eine Sängerin einzustellen, die er gerade entdeckt hatte, die junge Sarah Vaughan.
Die wenigen Zeitzeugen berichteten von den großartigen Duetten von Sarah Vaughan und Dizzy Gillespie; nach Erinnerung von Benny Harris, der in der Hines-Band zu dieser Zeit Trompete spielte, „versuchte die ganze Blechbläsersektion wie Diz[zy] zu klingen. Und wenn Earl die Bühne verließ, sprang Diz von seinem Platz auf und setzte sich ans Piano.“
In der Earl-Hines-Band von 1943, die ein Engagement im New Yorker Apollo Theater hatte, spielten außerdem Gene Ammons, Wardell Gray, Bennie Green, Benny Harris, Huey Long und Shadow Wilson. Das Bandrepertoire war allerdings eher konventionell. Zum Earl Hines Orchestra von 1943 meinte Arrigo Polillo, „man weiß jedenfalls, daß es großartig war, auch wenn das Talent der neuen Jazz-Revolutionäre keine Möglichkeit zur vollen Entfaltung hatte. Hines dachte nicht daran, die Rolle des Jazz-Progressiven zu spielen [...]“. Dennoch war Hines voll des Lobes über Charlie Parker:
„..I never heard so much tenor horn in my life....You know how the guy got all over that alto; you know that he was just as bad [heißt hier gut] on tenor ... Charlie was a good section man, and a very good reader....I mean, he was a musician.“
Mitte Januar 1943 tourte die Hines-Band im Rahmen des Theatre circuit des Apollo Theater; sie spielte in Washington D.C., Baltimore, Philadelphia, Detroit und Chicago. Dabei fanden die Experimentatoren in der Band oft Gelegenheit zu Jamsessions in den verschiedenen Städten, von denen zwei mitgeschnitten wurden, eine mit Shorty McConnell, einem von Hines’ Trompetern, die andere aus dem Ritz Hotel mit Gillespie, Parker und Oscar Pettiford. Im August 1943, nach einer Tournee durch Armee-Camps, verließ Parker die Hines-Band. Als das Aufnahmeverbot 1944 von James Petrillo aufgehoben wurde, hatten „viele Schlüsselfiguren die Band bereits verlassen“. Eckstine hatte, als er sein eigenes Orchester gründete, „das Bebop-Herz der Organisation seines Bosses mitgenommen“, so David Hajdu, Gillespie, Parker, Vaughan, die Arrangeure Budd Johnson und Jerry Valentine, Saxophonist Wardell Gray (der allerdings im Oktober 1944 zu Hines zurückkehrte), die Trompeter Freddie Webster und Shorty McConnell, den Bassisten Oscar Pettiford und den Schlagzeuger Shadow Wilson. Keine seiner späteren Bands erreichte jedoch „den hohen Grad an Musikantentum oder den kommerziellen Erfolg der Gruppe, die er Anfang der Vierziger geleitet hatte,“ meinte George T. Simon.

### Die Nachkriegszeit und das Ende des Orchesters
Nach Experimenten mit einer Frauenband (geschuldet dem kriegsbedingten Männermangel) mit Instrumentalistinnen und der Sängerin Sarah Vaughan, trat Hines mit einem kleineren Ensemble 1945 im El Grotto Club auf, einem Jazzclub im Basement des Chicagoer Pershing Hotels. „Das Engagement war ein Erfolg, doch Hines’ Entscheidung, den Club zu kaufen endete zwei Jahre später in einem finanziellen Desaster.“ Ende April 1946 spielte Hines mit seinem Orchester (in dem zu dieser Zeit u. a. der Gitarrist René Hall und der Saxophonist Wardell Gray spielten) in der Jubilee-Show des Senders NBC; es entstanden auch noch von 1944 bis Ende 1947 weitere Plattenaufnahmen für kleinere Label wie American Recording Artists, Sunrise, Bravo und noch im Januar 1948 für Jubilee, „doch die Arrangements hatten nichts Zukunftsweisendes und den Darbietungen mangelte es an Geist und Richtung“. Bei vier Titeln wie When I Dream of You und Ain’t Misbehavin’ kam der junge Sänger Johnny Hartman hinzu, der sich stilistisch an Billy Eckstine orientierte.
1946 wurde Hines bei einem Verkehrsunfall derart verletzt, dass er nicht mehr mit seiner Band auf Tour gehen konnte. Zu Beginn des Jahres 1948, mit dem Niedergang der großen Bigbands, löste Earl Hines sein Orchester endgültig auf. Anschließend nahm Hines die Zusammenarbeit mit Louis Armstrong wieder auf und tourte bis 1951 mit den Louis Armstrong All-Stars. In den folgenden Jahren stellte Hines noch gelegentlich Bigband-Formationen für Plattenaufnahmen zusammen, so im Sommer 1954 (Earl Hines and His New Sound Orchestra, (Nocturne) u. a. mit Dicky Wells, Leroy Harris, Jerome Richardson, Willie Maiden, Jay Hill) oder im Januar 1959 als Begleiter der Sängerin Barbara Dane (Livin' With the Blues, Dot, mit Benny Carter, Herbie Harper, Plas Johnson, Leroy Vinnegar, Shelly Manne), arbeitete ansonsten meist mit Trio-, Quartett- und Sextett-Formationen bzw. diversen All Stars-Besetzungen.

## Diskographische Hinweise

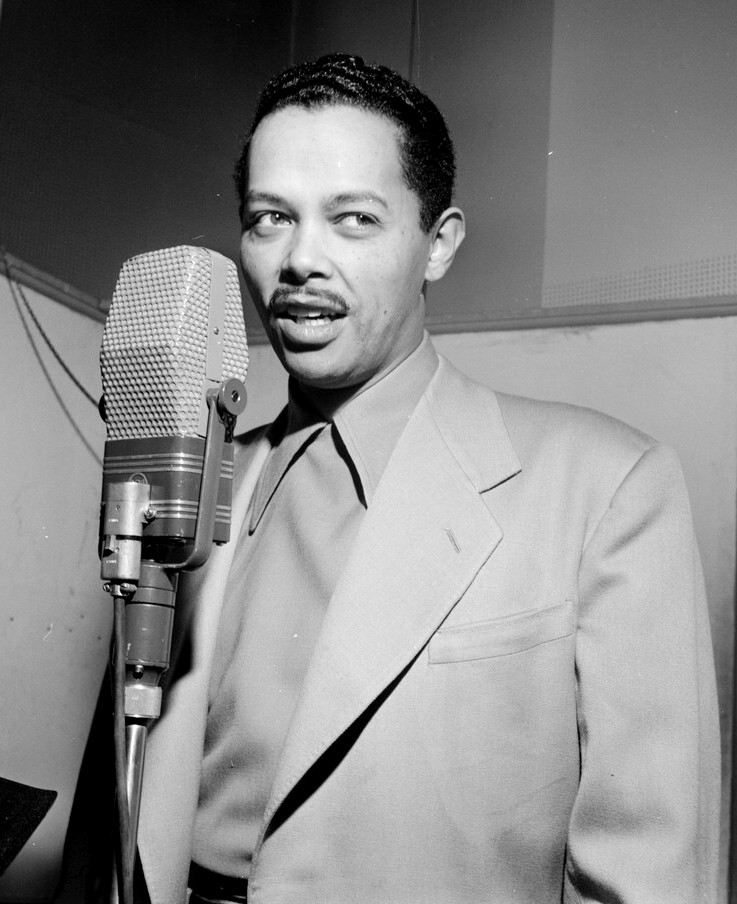
Billy Eckstine (Foto: Gottlieb) war von 1940 bis 1942 auf einer Reihe von 78ern des Hines-Orchesters zu hören, wie My Heart Beats for You, Wait ’til It Happens to You, You Don’t Know What Love Is und zuletzt Skylark und Stormy Monday Blues

### 78er (Auswahl)
- 1929: Sweet Ella May / Tiny Parham and His Musicians: Rock Bottom (Victor 22842)
- 1929: Bennie Moten's Kansas City Orchestra: Sad Man Blues / Earl Hines and His Orchestra Have You Ever Felt That Way? (Victor V-38048)
- 1929: Everybody Loves My Baby / Chicago Rhythm (Victor 38042 bzw. Bluebird BB-7040)
- 1929: Good Little, Bad Little, You / Beau Koo Jack (Victor 38043)
- 1929: Grand Piano Blues / Blue Nights (Victor 38096)
- 1930: Sister Kate / McKinney’s Cotton Pickers: I Want Your Love (Victor 22638)
- 1932: Oh! You Sweet Thing / Blue Drag (Brunswick 6345)
- 1932: I Love You Because I Love You / Sensational Mood (Br 6379)
- 1932: Love me Tonight / Dawn Among the Sheltering Palms (Br 6403/Columbia 35877)
- 1933: Take It Easy / Harlem Lament (Br 6771)
- 1933: Deep Forest (A Hymn to Darkness) / Rosetta (Columbia 35838)
- 1933: Bubblin' Over / I Want a Lot of Love (Br 6710)
- 1934: Just to Be in Carolina / We Found Romance (Br 6860)
- 1934: Blue / Julia (Br 6872)
- 1934: Madhouse / Darkness (Vocalion 3972)
- 1934: You're the One of My Dreams / Swingin' Down (Voc 3392)
- 1937: Grand Piano Blues / Blue Nights (Bluebird B-6744)
- 1937: That's a Plenty / Sweet Georgia Brown (Decca 182)
- 1937: Maple Leaf Rag (Decca 217)
- 1939: Ridin' and Jivin' / Grand Terrace Shuffle (Bluebird 10351)
- 1939: Piano Man / Father Steps In (Bluebird B-10377)
- 1940:  'Gator Swing / My Heart Beats for You (Bluebird B-10763)
- 1940:  Call Me Happy / Blue Because of You (Bluebird B-10835)
- 1940: Ann / Topsy-Turvy (Bluebird B-10870)
- 1940: Up Jumped the Devil / Southside (Bluebird -11237)
- 1940: My Heart Beats for You / ’Gator Swing (Bluebird 10763)
- 1940:  Wait ’til It Happens to You / You Can Depend On Me (Bluebird 10985)
- 1941: Jersey Bounce / Sally Won't You Come Back (Bluebird B-11126)
- 1941: In Swamp Lands / Ev'rything Depends On You / Easy Rhythm (Bluebird B-11036)
- 1941: Water Boy / Windy City Jive (Bluebird B-11329)
- 1941: The Earl / Somehow (Bluebird B-11432)
- 1941: Jelly Jelly / I'm Falling for You (Bluebird B-11065)
- 1942: Stormy Monday Blues / Second Balcony Jump (Bluebird B-11567)
- 1942:  Skylark / She'll Always Remember (Bluebird B-11512)
- 1944: Coleman Hawkins and His Orchestra: Body and Soul / Earl Hines and His Orchestra. It Had to Be You (Bluebird 300825)
- 1946: Straight Life / Now That You're Mine (ARA 156)
- 1946: Margie / Rosetta (Ara 149), mit Dolores Parker, Essex Scott
- 1948: You Don’t Know What Love Is / I'm Falling for You (RCA Victor – 20-2896, Aufnahmen von 1940/41)
- 1948: Water Boy / Skylark (RCA Victor – 20-2897, Aufnahmen von 1941/42)

### Alben und Sammlungen
Das erste Album von Earl Hines and His Orchestra und Billy Eckstine erschien bereits 1942 unter dem Titel Stormy Monday Blues (RCA Victor P-212) im Format von vier Schellackplatten.
In CD-Form sind die Aufnahmen von Earl Hines and His Orchestra in den Einzelausgaben von Classics (1928–48) dokumentiert. Die Kompilation Classic Earl Hines Sessions 1928–1945 von Mosaic Records enthält neben den Piano-Solo-Nummern wie Rosetta, A Monday Date, Melancholy Baby aus den zahlreichen Orchester-Aufnahmen u. a. die Titel Cavernism, Take It Easy, Madhouse, Rhythm Sundae, Boogie Woogie On St. Louis Blues, Jelly, Jelly, Stormy Monday Blues und Skylark.